# Powiat Kanoashi
Powiat Kanoashi (jap. 鹿足郡 Kanoashi-gun) – powiat w Japonii, w prefekturze Shimane. W 2024 roku liczył 12 036 mieszkańców.

## Miejscowości
- Tsuwano
- Yoshika